# Golden Bear of Zagreb
Golden Bear of Zagreb (em croata:  Zlatni medvjed Zagreba; em português:  Urso de Ouro de Zagreb) é uma competição internacional de patinação artística no gelo de níveis sênior, júnior e noviço, na cidade de Zagreb, Croácia. A competição é disputada desde 1986.

## Edições
| Ano  | Edição                                                           | Cidade sede                                                      | Sênior                                                           | Sênior                                                           | Júnior                                                           | Júnior                                                           | Júnior                                                           | Noviço                                                           | Noviço                                                           | Noviço                                                           | Ref                                                              |
| Ano  | Edição                                                           | Cidade sede                                                      | M                                                                | F                                                                | M                                                                | F                                                                | P                                                                | M                                                                | F                                                                | P                                                                | Ref                                                              |
| ---- | ---------------------------------------------------------------- | ---------------------------------------------------------------- | ---------------------------------------------------------------- | ---------------------------------------------------------------- | ---------------------------------------------------------------- | ---------------------------------------------------------------- | ---------------------------------------------------------------- | ---------------------------------------------------------------- | ---------------------------------------------------------------- | ---------------------------------------------------------------- | ---------------------------------------------------------------- |
| 1986 | 1.ª                                                              | Zagreb                                                           | –                                                                | –                                                                | —                                                                | —                                                                | —                                                                | —                                                                | —                                                                | —                                                                | [ 1 ]                                                            |
| 1987 | 2.ª                                                              | Zagreb                                                           | –                                                                | –                                                                | —                                                                | —                                                                | —                                                                | —                                                                | —                                                                | —                                                                | [ 1 ]                                                            |
| 1988 | 3.ª                                                              | Zagreb                                                           | –                                                                | –                                                                | —                                                                | —                                                                | —                                                                | —                                                                | —                                                                | —                                                                | [ 1 ]                                                            |
| 1989 | 4.ª                                                              | Zagreb                                                           | –                                                                | –                                                                | —                                                                | —                                                                | —                                                                | —                                                                | —                                                                | —                                                                |                                                                  |
| 1990 | 5.ª                                                              | Zagreb                                                           | –                                                                | –                                                                | —                                                                | —                                                                | —                                                                | —                                                                | —                                                                | —                                                                |                                                                  |
| 1991 | Não houve competição devido a Guerra de Independência da Croácia | Não houve competição devido a Guerra de Independência da Croácia | Não houve competição devido a Guerra de Independência da Croácia | Não houve competição devido a Guerra de Independência da Croácia | Não houve competição devido a Guerra de Independência da Croácia | Não houve competição devido a Guerra de Independência da Croácia | Não houve competição devido a Guerra de Independência da Croácia | Não houve competição devido a Guerra de Independência da Croácia | Não houve competição devido a Guerra de Independência da Croácia | Não houve competição devido a Guerra de Independência da Croácia | Não houve competição devido a Guerra de Independência da Croácia |
| 1992 | 6.ª                                                              | Zagreb                                                           | –                                                                | –                                                                | —                                                                | —                                                                | —                                                                | —                                                                | —                                                                | —                                                                |                                                                  |
| 1993 | 7.ª                                                              | Zagreb                                                           | –                                                                | –                                                                | —                                                                | —                                                                | —                                                                | —                                                                | —                                                                | —                                                                |                                                                  |
| 1994 | 8.ª                                                              | Zagreb                                                           | –                                                                | –                                                                | —                                                                | —                                                                | —                                                                | —                                                                | —                                                                | —                                                                | [ 2 ]                                                            |
| 1995 | 9.ª                                                              | Zagreb                                                           | –                                                                | –                                                                | —                                                                | —                                                                | —                                                                | —                                                                | —                                                                | —                                                                | [ 1 ]                                                            |
| 1996 | 10.ª                                                             | Zagreb                                                           | –                                                                | –                                                                | —                                                                | —                                                                | —                                                                | —                                                                | —                                                                | —                                                                | [ 1 ]                                                            |
| 1997 | 11.ª                                                             | Zagreb                                                           | –                                                                | –                                                                | •                                                                | •                                                                | –                                                                | •                                                                | •                                                                | –                                                                | [ 3 ]                                                            |
| 1998 | 12.ª                                                             | Zagreb                                                           | –                                                                | –                                                                | •                                                                | •                                                                | –                                                                | •                                                                | •                                                                | –                                                                | [ 4 ]                                                            |
| 1999 | 13.ª                                                             | Zagreb                                                           | –                                                                | –                                                                | •                                                                | •                                                                | –                                                                | •                                                                | •                                                                | –                                                                | [ 5 ] [ 6 ]                                                      |
| 2000 | 14.ª                                                             | Zagreb                                                           | –                                                                | –                                                                | •                                                                | •                                                                | –                                                                | •                                                                | •                                                                | –                                                                | [ 7 ]                                                            |
| 2001 | 15.ª                                                             | Zagreb                                                           | –                                                                | –                                                                | •                                                                | •                                                                | –                                                                | •                                                                | •                                                                | –                                                                | [ 8 ] [ 9 ]                                                      |
| 2002 | 16.ª                                                             | Zagreb                                                           | –                                                                | –                                                                | •                                                                | •                                                                | –                                                                | •                                                                | •                                                                | –                                                                | [ 10 ]                                                           |
| 2003 | 17.ª                                                             | Zagreb                                                           | –                                                                | –                                                                | •                                                                | •                                                                | •                                                                | •                                                                | •                                                                | –                                                                | [ 11 ] [ 12 ]                                                    |
| 2004 | 18.ª                                                             | Zagreb                                                           | –                                                                | –                                                                | •                                                                | •                                                                | –                                                                | •                                                                | •                                                                | –                                                                | [ 13 ]                                                           |
| 2005 | 19.ª                                                             | Zagreb                                                           | –                                                                | –                                                                | •                                                                | •                                                                | –                                                                | •                                                                | •                                                                | –                                                                | [ 14 ] [ 15 ]                                                    |
| 2006 | 20.ª                                                             | Zagreb                                                           | –                                                                | –                                                                | •                                                                | •                                                                | –                                                                | •                                                                | •                                                                | –                                                                | [ 16 ]                                                           |
| 2007 | 21.ª                                                             | Zagreb                                                           | –                                                                | –                                                                | •                                                                | •                                                                | –                                                                | •                                                                | •                                                                | –                                                                | [ 17 ]                                                           |
| 2008 | Evento cancelado                                                 | Evento cancelado                                                 | Evento cancelado                                                 | Evento cancelado                                                 | Evento cancelado                                                 | Evento cancelado                                                 | Evento cancelado                                                 | Evento cancelado                                                 | Evento cancelado                                                 | Evento cancelado                                                 | [ 18 ]                                                           |
| 2009 | 22.ª                                                             | Zagreb                                                           | –                                                                | –                                                                | •                                                                | •                                                                | –                                                                | •                                                                | •                                                                | –                                                                | [ 19 ]                                                           |
| 2010 | Evento cancelado                                                 | Evento cancelado                                                 | Evento cancelado                                                 | Evento cancelado                                                 | Evento cancelado                                                 | Evento cancelado                                                 | Evento cancelado                                                 | Evento cancelado                                                 | Evento cancelado                                                 | Evento cancelado                                                 | [ 18 ]                                                           |
| 2011 | 23.ª                                                             | Zagreb                                                           | –                                                                | –                                                                | •                                                                | •                                                                | –                                                                | •                                                                | •                                                                | •                                                                | [ 20 ]                                                           |
| 2012 | 24.ª                                                             | Zagreb                                                           | •                                                                | •                                                                | •                                                                | •                                                                | –                                                                | •                                                                | •                                                                | •                                                                | [ 21 ]                                                           |
| 2013 | 25.ª                                                             | Zagreb                                                           | •                                                                | •                                                                | •                                                                | •                                                                | –                                                                | •                                                                | •                                                                | –                                                                | [ 22 ]                                                           |
| 2014 | 26.ª                                                             | Zagreb                                                           | –                                                                | •                                                                | •                                                                | •                                                                | –                                                                | •                                                                | •                                                                | –                                                                | [ 23 ]                                                           |
| 2015 | 27.ª                                                             | Zagreb                                                           | •                                                                | •                                                                | •                                                                | •                                                                | –                                                                | •                                                                | •                                                                | –                                                                | [ 24 ]                                                           |
| 2016 | 28.ª                                                             | Zagreb                                                           | •                                                                | •                                                                | •                                                                | •                                                                | –                                                                | •                                                                | •                                                                | –                                                                | [ 25 ]                                                           |

## Lista de medalhistas

### Sênior

#### Individual masculino
| Evento                 | Ouro                                        | Prata                                       | Bronze                                      |
| Zagreb 2012 (detalhes) | Mario Rafael Ionian · Áustria               | Josip Gluhak · Croácia                      | nenhum outro competidor                     |
| Zagreb 2013 (detalhes) | David Richardson · Reino Unido              | Kristof Forgo · Hungria                     | Márton Markó · Hungria                      |
| 2014                   | Não houve a disputa do individual masculino | Não houve a disputa do individual masculino | Não houve a disputa do individual masculino |
| Zagreb 2015 (detalhes) | Matthias Versluis · Finlândia               | Peter James Hallam · Reino Unido            | David Kranjec · Eslovênia                   |
| Zagreb 2016 (detalhes) | Kévin Aymoz · França                        | Phillip Harris · Reino Unido                | Stéphane Walker · Suíça                     |

#### Individual feminino
| Evento                 | Ouro                        | Prata                  | Bronze                      |
| Zagreb 2012 (detalhes) | Kerstin Frank · Áustria     | Nika Cerič · Eslovênia | Roberta Rodeghiero · Itália |
| Zagreb 2013 (detalhes) | Nikol Gosviani · Rússia     | Daša Grm · Eslovênia   | Carol Bressanutti · Itália  |
| Zagreb 2014 (detalhes) | Carol Bressanutti · Itália  | Daša Grm · Eslovênia   | Sophie Almassy · Áustria    |
| Zagreb 2015 (detalhes) | Linnea Mellgren · Suécia    | Lara Roth · Áustria    | Carol Bressanutti · Itália  |
| Zagreb 2016 (detalhes) | Laurine Lecavelier · França | Giada Russo · Itália   | Nicole Schott · Alemanha    |

### Júnior

#### Individual masculino júnior
| Evento                 | Ouro                              | Prata                            | Bronze                            |                         |
| Graz 1996 (detalhes)   | Gregor Urbas · Eslovênia          | Andrej Gorkič · Eslovênia        | nenhum outro competidor           |                         |
| Zagreb 1997 (detalhes) | Janez Špoljar · Eslovênia         | Andrea Livi · Itália             | Tayfun Anar · Turquia             |                         |
| Zagreb 1998 (detalhes) | Gregor Urbas · Eslovênia          | Florian Just · Alemanha          | Michael Ganser · Alemanha         |                         |
| Zagreb 1999 (detalhes) | Gregor Urbas · Eslovênia          | Ari-Pekka Nurmenkari · Finlândia | Matthew Wilkinson · África do Sul |                         |
| Zagreb 2000 (detalhes) | Thomas Dussous · França           | Gregor Urbas · Eslovênia         | Vadim Akolzin · Israel            |                         |
| Zagreb 2001 (detalhes) | Sergei Kotov · Israel             | Alper Uçar · Turquia             | Damjan Ostojič · Eslovênia        |                         |
| Zagreb 2002 (detalhes) | Mikko Minkkinen · Finlândia       | Visa Tuominen · Finlândia        | Alper Uçar · Turquia              |                         |
| Zagreb 2003 (detalhes) | Pavel Kaška · República Tcheca    | Luka Čadež · Eslovênia           | Michal Matloch · República Tcheca |                         |
| Zagreb 2004 (detalhes) | Boris Martinec · Croácia          | Kutay Eryoldas · Turquia         | Josip Gluhak · Croácia            |                         |
| Zagreb 2005 (detalhes) | Thomas Paulson · Reino Unido      | Josip Gluhak · Croácia           | Boris Martinec · Croácia          |                         |
| Zagreb 2006 (detalhes) | Severin Kiefer · Áustria          | Tobias Steindl · Áustria         | Juriy Gnilozubov · Alemanha       |                         |
| Zagreb 2007 (detalhes) | Mikael Redin · Suíça              | Martin Rappe · Alemanha          | Boris Martinec · Croácia          |                         |
| 2008                   | Evento cancelado                  | Evento cancelado                 | Evento cancelado                  |                         |
| Zagreb 2009 (detalhes) | Ivor Mikolčević · Croácia         | nenhum outro competidor          | nenhum outro competidor           |                         |
| 2010                   | Evento cancelado                  | Evento cancelado                 | Evento cancelado                  |                         |
| Zagreb 2011 (detalhes) | Mislav Blagojević · Croácia       | Manuel Drechsler · Áustria       | nenhum outro competidor           | nenhum outro competidor |
| Zagreb 2012 (detalhes) | Kristof Forgo · Hungria           | Albert Mueck · Áustria           | Krištof Brezar · Eslovênia        |                         |
| Zagreb 2013 (detalhes) | Charlie Parry-Evans · Reino Unido | Alexander Borovoj · Hungria      | Krištof Brezar · Eslovênia        |                         |
| Zagreb 2014 (detalhes) | Alessandro Fadini · Itália        | Krištof Brezar · Eslovênia       | Steven Spencer Baker · Croácia    |                         |
| Zagreb 2015 (detalhes) | Daniel Grassi · Itália            | Jari Kessler · Itália            | Josh Brown · Reino Unido          |                         |
| Zagreb 2016 (detalhes) | Daniel Grassi · Itália            | Nurullah Sahaka · Suíça          | Maxence Collet · França           |                         |

#### Individual feminino júnior
| Evento                 | Ouro                               | Prata                             | Bronze                            |
| Zagreb 1997 (detalhes) | Kati Simola · Finlândia            | Karin Brandstätter · Áustria      | Anja Beslic · Eslovênia           |
| Zagreb 1998 (detalhes) | Andrea Diewald · Alemanha          | Nina Sackerer · Alemanha          | Veronica Diewald · Alemanha       |
| Zagreb 1999 (detalhes) | Lucie Krausová · República Tcheca  | Stephanie Lotterschmid · Alemanha | Mari Hirvonen · Finlândia         |
| Zagreb 2000 (detalhes) | Idora Hegel · Croácia              | Eva-Maria Fitze · Alemanha        | Stephanie Lotterschmid · Alemanha |
| Zagreb 2001 (detalhes) | Idora Hegel · Croácia              | Anja Bratec · Eslovênia           | Teodora Poštič · Eslovênia        |
| Zagreb 2002 (detalhes) | Kristina Mikhailova · Bielorrússia | Fleur Maxwell · Luxemburgo        | Darja Škrlj · Eslovênia           |
| Zagreb 2003 (detalhes) | Jana Sykorova · República Tcheca   | Željka Krizmanić · Croácia        | Kaja Otovic · Eslovênia           |
| Zagreb 2004 (detalhes) | Henriikka Hietaniemi · Finlândia   | Željka Krizmanić · Croácia        | Kristina Geissler · Alemanha      |
| Zagreb 2005 (detalhes) | Alexandra Ievleva · Rússia         | Željka Krizmanić · Croácia        | Franka Vugec · Croácia            |
| Zagreb 2006 (detalhes) | Linnea Mellgren · Suécia           | Katharina Gierok · Alemanha       | Katherina Hadford · Hungria       |
| Zagreb 2007 (detalhes) | Nicole Gurny · Alemanha            | Virginie Clerc · Suíça            | Linnea Mellgren · Suécia          |
| 2008                   | Evento cancelado                   | Evento cancelado                  | Evento cancelado                  |
| Zagreb 2009 (detalhes) | Patricia Gleščič · Eslovênia       | Mirna Librić · Croácia            | Daša Grm · Eslovênia              |
| 2010                   | Evento cancelado                   | Evento cancelado                  | Evento cancelado                  |
| Zagreb 2011 (detalhes) | Elettra Olivotto · Itália          | Amella Schwienbacher · Itália     | Noora Ikonen · Finlândia          |
| Zagreb 2012 (detalhes) | Ivett Toth · Hungria               | Seidi Rantanen · Finlândia        | Evelina Viljanen · Finlândia      |
| Zagreb 2013 (detalhes) | Pina Umek · Eslovênia              | Bianka Friesz · Hungria           | Alessia Zardini · Itália          |
| Zagreb 2014 (detalhes) | Violette Ivanoff · Áustria         | Antonia Banović · Croácia         | Alexandra Philippova · Áustria    |
| Zagreb 2015 (detalhes) | Yujin Choi · Coreia do Sul         | Rebecca Ghilardi · Itália         | Anna Litvinenko · Reino Unido     |
| Zagreb 2016 (detalhes) | Starr Andrews · Estados Unidos     | Lisa Lager · Suécia               | Ashley Kim · Estados Unidos       |

#### Duplas júnior
| Evento                 | Ouro                                           | Prata                                | Bronze                               |
| Zagreb 2003 (detalhes) | Sabrina Immervoll · Daniel Lobenwein · Áustria | nenhum outro competidor              | nenhum outro competidor              |
| 2004–2016              | Não houve a disputa de duplas júnior           | Não houve a disputa de duplas júnior | Não houve a disputa de duplas júnior |

### Noviço avançado

#### Individual masculino noviço avançado
| Evento                 | Ouro                              | Prata                           | Bronze                           |
| Zagreb 1997 (detalhes) | Michael Lim · Países Baixos       | Stefen Hofer · Áustria          | nenhum outro competidor          |
| Zagreb 1998 (detalhes) | Dmitri Malochnikau · Bielorrússia | Alper Uçar · Turquia            | nenhum outro competidor          |
| Zagreb 1999 (detalhes) | Jamal Othman · Suíça              | Tomáš Verner · República Tcheca | Tomáš Janečko · República Tcheca |
| Zagreb 2000 (detalhes) | Tomaš Janecko · República Tcheca  | Marc Casal · Andorra            | nenhum outro competidor          |
| Zagreb 2001 (detalhes) | Tomislav Bišćan · Croácia         | Konrad Giering · África do Sul  | Urban Kalsek · Eslovênia         |
| Zagreb 2002 (detalhes) | Viktor Pfeifer · Áustria          | Urban Kalsek · Eslovênia        | Josip Gluhak · Croácia           |
| Zagreb 2003 (detalhes) | Kutay Eryoldas · Turquia          | Josip Gluhak · Croácia          | Emre Ergenc · Turquia            |
| Zagreb 2004 (detalhes) | Ali Demirboga · Turquia           | Murat Can Kayabac · Turquia     | nenhum outro competidor          |
| Zagreb 2005 (detalhes) | Daniel King · Reino Unido         | John Mathew Tinson · Austrália  | nenhum outro competidor          |
| Zagreb 2006 (detalhes) | Richard Lundberg · Suécia         | Matic Hrovat · Eslovênia        | Borna Blagojević · Croácia       |
| Zagreb 2007 (detalhes) | Petr Coufal · República Tcheca    | Sergey Balashov · Suíça         | nenhum outro competidor          |
| 2008                   | Evento cancelado                  | Evento cancelado                | Evento cancelado                 |
| Zagreb 2009 (detalhes) | Mislav Blagojević · Croácia       | Tomislav Mikulandrić · Croácia  | Steven Baker · Croácia           |
| 2010                   | Evento cancelado                  | Evento cancelado                | Evento cancelado                 |
| Zagreb 2011 (detalhes) | Krištof Brezar · Eslovênia        | Steven Spencer Baker · Croácia  | Tomislav Mikulandrić · Croácia   |
| Zagreb 2012 (detalhes) | Alexander Borovoj · Hungria       | Mate Borocz · Hungria           | Steven Spencer Baker · Croácia   |
| Zagreb 2013 (detalhes) | Matej Gregorc · Eslovênia         | Michael Chrastecky · Eslovênia  | nenhum outro competidor          |
| Zagreb 2014 (detalhes) | Daniel Grassi · Itália            | nenhum outro competidor         | nenhum outro competidor          |
| Zagreb 2015 (detalhes) | Anton Skoficz · Áustria           | nenhum outro competidor         | nenhum outro competidor          |
| Zagreb 2016 (detalhes) | Filippo Donghi · Itália           | François Pitot · França         | Alessandro Zarbo · Itália        |

#### Individual feminino noviço avançado
| Evento                 | Ouro                                | Prata                            | Bronze                              |
| Zagreb 1997 (detalhes) | Lena Petreković · Croácia           | Darja Škrlj · Eslovênia          | Teodora Poštič · Eslovênia          |
| Zagreb 1998 (detalhes) | Hireo Kakisawa · Japão              | Elif Ulas · Turquia              | Papatya Dokmeci · Turquia           |
| Zagreb 1999 (detalhes) | Barbora Ulehlova · República Tcheca | Henna Hietala · Finlândia        | Sari Hakola · Finlândia             |
| Zagreb 2000 (detalhes) | Celine Lacour · França              | Jana Sykorova · República Tcheca | Marion Riedel · Alemanha            |
| Zagreb 2001 (detalhes) | Fleur Maxwell · Luxemburgo          | Megan Allely · África do Sul     | Beril Bektas · Turquia              |
| Zagreb 2002 (detalhes) | Matilda Rang · Suécia               | Kristina Geissler · Alemanha     | Ilona Senderek · Polónia            |
| Zagreb 2003 (detalhes) | Kim Yuna · Coreia do Sul            | Buse Coskun · Turquia            | Raia Zaharieva · Bulgária           |
| Zagreb 2004 (detalhes) | Anastasia Dudina · Rússia           | Ana Štublar · Eslovênia          | Ekin Doganay · Turquia              |
| Zagreb 2005 (detalhes) | Ana Štublar · Eslovênia             | Alessandra Laurencik · Áustria   | Yuen Tung Chiu · Reino Unido        |
| Zagreb 2006 (detalhes) | Stina Martini · Áustria             | Victoria Manni · Itália          | Kristina Semjonow · Alemanha        |
| Zagreb 2007 (detalhes) | Jana Jechova · República Tcheca     | Timila Shrestha · Finlândia      | Patricie Jezkova · República Tcheca |
| 2008                   | Evento cancelado                    | Evento cancelado                 | Evento cancelado                    |
| Zagreb 2009 (detalhes) | Erika Vitekova · Eslováquia         | Lorelaj Lukačin · Croácia        | Antonija Mraović · Croácia          |
| 2010                   | Evento cancelado                    | Evento cancelado                 | Evento cancelado                    |
| Zagreb 2011 (detalhes) | Lotta Malinen · Finlândia           | Patricija Juren · Eslovênia      | Zala Linea Rutar · Eslovênia        |
| Zagreb 2012 (detalhes) | Emmi Peltonen · Finlândia           | Lara Roth · Áustria              | Alisa Stomakhina · Áustria          |
| Zagreb 2013 (detalhes) | Lara Guček · Eslovênia              | Maruša Udrih · Eslovênia         | Christina Baker · Croácia           |
| Zagreb 2014 (detalhes) | Claudia Martinelli · Itália         | Sara Boschiroli · Itália         | Dora Nagy · Hungria                 |
| Zagreb 2015 (detalhes) | Hana Kosić · Croácia                | Sophia Schaller · Áustria        | Dora Nagy · Hungria                 |
| Zagreb 2016 (detalhes) | Kaitlyn Nguyen · Estados Unidos     | Audrey Shin · Estados Unidos     | Pooja Kalyan · Estados Unidos       |

#### Duplas noviço avançado
| Evento                 | Ouro                                          | Prata                                         | Bronze                                           |
| Zagreb 2011 (detalhes) | Giulia Foresti · Leo Luca Sforza · Itália     | Christina Baker · Steven Baker · Croácia      | Lana Petranović · Tomislav Mikulandrić · Croácia |
| Zagreb 2012 (detalhes) | Christina Baker · Steven Baker · Croácia      | Ivona Horvat · Tomislav Mikulandrić · Croácia | nenhum outro competidor                          |
| 2013–2016              | Não houve a disputa de duplas noviço avançado | Não houve a disputa de duplas noviço avançado | Não houve a disputa de duplas noviço avançado    |